# Melanergon vidua
Melanergon vidua är en fjärilsart som beskrevs av Walker 1865. Melanergon vidua ingår i släktet Melanergon och familjen Eupterotidae. Inga underarter finns listade i Catalogue of Life.